# Sanjiaokou
Sanjiaokou (kinesiska: 三郊口, 三郊口乡) är en socken i Kina. Den ligger i provinsen Henan, i den centrala delen av landet, omkring 110 kilometer norr om provinshuvudstaden Zhengzhou.
Genomsnittlig årsnederbörd är 681 millimeter. Den regnigaste månaden är juli, med i genomsnitt 205 mm nederbörd, och den torraste är januari, med 3 mm nederbörd.